# Akiko Takojima
Akiko Takojima (蛸島 彰子, Takojima Akiko) est une joueuse professionnelle japonaise de shogi née le 19 mars 1946 à Suginami. 
Elle a remporté quatre titres de Meijin féminin de 1974 à 1981 et trois fois de suite le tournoi d'Ōshō féminin de 1978 à 1980.
Elle fut la première joueuse à obtenir le grade de 5e dan en 1988 et a reçu le grade de sixième dan féminin en 2017. Elle a pris sa retraite de joueuse professionnelle en 2018 après une dernière victoire obtenue à 71 ans contre la 4e dan féminine Ryōko Chiba (elle avait annoncé sa décision en décembre 2017).

## Palmarès
Akiko Takojima a disputé 11 finales et remporté sept titres majeurs.
| Titre               | Victoires          | Finales perdues  |
| ------------------- | ------------------ | ---------------- |
| Meijin féminin (ja) | 1974 – 1976 ; 1981 | 1977, 1980, 1982 |
| Ōshō féminin (ja)   | 1978 – 1980        | 1981             |